# Torre de Casa Botigué
La Torre de Casa Botigué, también conocida como Torre de Casa Moliné, es uno de los edificios más interesantes de la localidad de Plan. Municipio ubicado en el Valle de Chistau, la Comarca de Sobrarbe, provincia de Huesca.

## Descripción
Se trata de una elevada torre de planta cuadrada que se adosa a una vivienda de levantada con posterioridad y que parece no tener vinculación constructiva, salvo la puerta de acceso que une la planta calle de la casa con el primer piso de la torre.

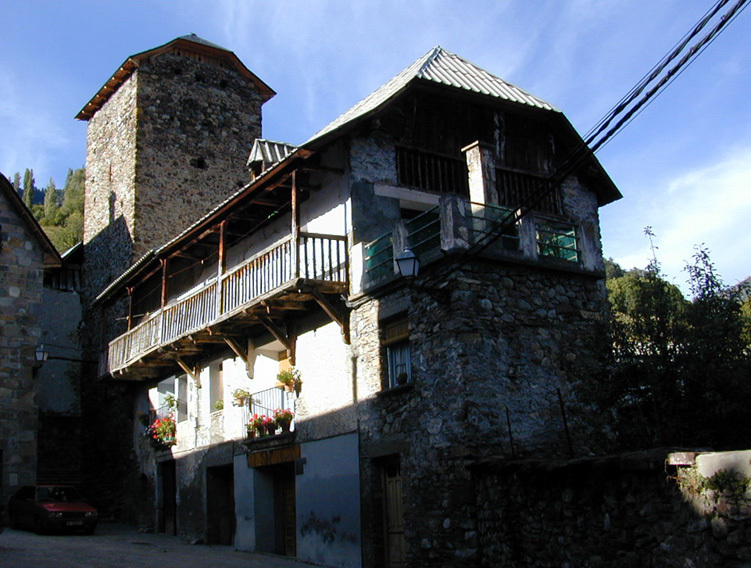
Torre y casa Botigué.

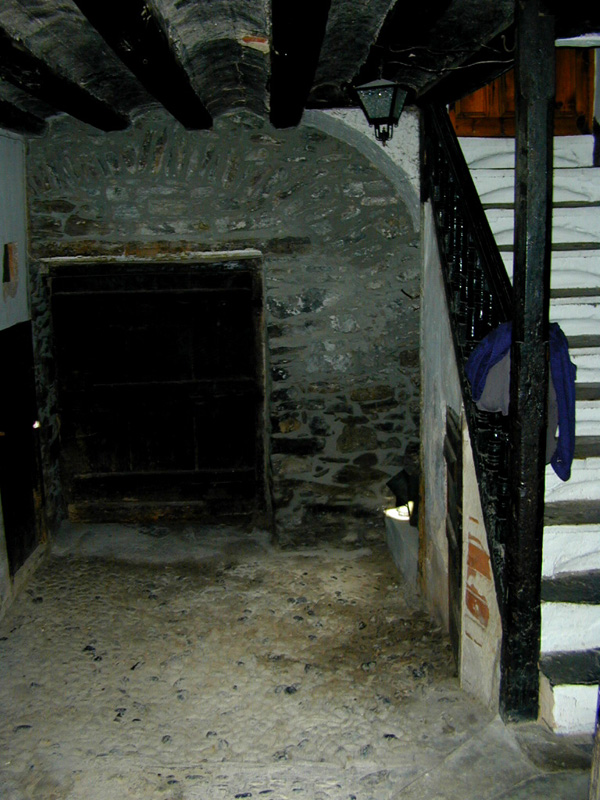
Patio interior de casa Moliné con acceso por el lateral izquierdo a la torre defensiva

La torre se levanta en mampostería muy irregular y menuda, con restos de revoque. La puerta abre en la planta baja, en el muro E, precedida por tres escalones semicirculares; es adintelada y parece reciente. En los fachadas quedan numerosos restos del andamiaje utilizado en su construcción. 
Sólo cuenta con dos vanos.